# Балагер, Хоакин
Хоаки́н Анто́нио Балаге́р Рика́рдо (исп. Joaquín Antonio Balaguer Ricardo; 1 сентября 1906, Наваррете, Доминиканская Республика — 14 июля 2002, Санто-Доминго, Доминиканская Республика) — президент Доминиканской республики с 1960 по 1962 год, с 1966 по 1978 и с 1986 по 1996 год.

## Биография

### Начало карьеры
Являлся выходцем из зажиточной семьи каталонского происхождения. В 1929 г. окончил юридический факультет Университета Санто-Доминго, затем некоторое время обучался в Университете Париж 1 Пантеон-Сорбонна.
В 1930 г. принимал участие в свержении президента Орасио Васкеса, приведшего к власти Рафаэля Трухильо. В новой администрации занимал ряд ответственных постов:
- 1932—1933 гг. — первый секретарь посольства в Испании,
- 1933—1934 гг. — первый секретарь посольства во Франции,
- 1934—1935 гг. — вновь первый секретарь посольства в Испании,
- 1935—1936 гг. — заместитель министра народного образования и культуры,
- 1936—1937 гг. — заместитель руководителя канцелярии президента,
- 1937 г. — заместитель министра иностранных дел,
- 1938 г. — становится профессором конституционного и гражданского права в Университете Санто-Доминго,
- 1940—1947 гг. — посол в Колумбии и в Эквадоре (по совместительству),
- 1947—1949 гг. — посол в Мексике,
- 1949—1955 гг. — министр образования,
- 1953—1955 гг. — министр иностранных дел Доминиканской Республики. Находясь на этом посту, в 1954 г. в Ватикане в присутствии Трухильо подписал Конкордат между Святым Престолом и Доминиканской Республикой,
- 1957—1960 гг. — вице-президент Доминиканской Республики.

### Первый президентский срок
В первый раз занял пост президента в 1960 году. До убийства Рафаэля Трухильо в 1961 году лишь формально был главой государства. Впоследствии попытался либерализовать правительство. Летом 1961 года в стране начались забастовки и антиправительственные демонстрации. Балагер бросил на их подавление все вооружённые силы. В январе 1962 г. был созван Государственный Совет, разработавший проект демократической конституции страны и начавший подготовку к свободным выборам. Президент противился этим действиям. В марте 1962 года был отстранен от власти и был вынужден укрыться в США. Новым главой государства стал Хуан Бош.

### Второй и третий президентские сроки
После вооружённой интервенции США и свержения Боша в 1965 году вернулся на родину. 1 июня 1966 года в условиях фактической американской оккупации и фальсификации выборов Балагер был избран президентом от созданной им Реформистской партии. В 1970 и 1974 году переизбирался повторно. В этот период в стране шла вооруженная борьба с повстанческой группировкой «La Banda». приведшая к тысячам жертв среди мирного населения. Несмотря на определенную экономическую стабилизацию, строительство новых промышленных, социальных и инфраструктурных объектов, в политической сфере сохранялся авторитаризм, продолжались преследования и аресты представителей оппозиции, были закрыты нелояльные СМИ.
В 1978 году политик стремился к переизбранию на четвертый срок. Однако, экономический рост сменился стагнацией и ростом инфляции, на выборах у него оказался сильный соперник в лице богатого землевладельца Антонио Гусмана. Когда при подсчёте голосов стала очевидна тенденция в пользу Гусмана, военные приостановили подведение результатов выборов. Однако на фоне активных протестов в стране и сильного давления из-за рубежа подсчёт голосов был возобновлён. Таким образом, Балагер впервые не смог победить в избирательной кампании, а в истории Доминиканской Республики впервые произошёл мирный процесс передачи власти действующим президентом оппозиционному кандидату. На выборах в 1982 году вновь победил оппозиционный кандидат Хакобо Асар.

### Завершение президентской карьеры
В 1986 году Балагеру вновь удалось выиграть выборы, воспользовавшись расколом в рядах оппозиции и экономическим кризисом в стране. К этому времени страдавший от глаукомы 80-летний политик почти полностью ослеп. Третий период его президентства оказался намного более либеральным, чем предыдущие: заметно ослабло давление на оппозицию, в экономике были реализованы масштабные инфраструктурные проекты, прежде всего строительство дорог, мостов, школ, жилых проектов и больниц. Однако многие из них имели существенную коррупционную составляющую;
В 1990 и 1994 году он был переизбран, хотя оба раза звучали серьезные обвинения в подтасовке результатов. Как показало специальное расследование, на выборах 1994 года порядка 200 000 избирателей вообще не были включены в списки. Кроме того, проводимая в эти годы социально-экономическая политика породила нестабильность и привела к росту внешнего долга. В результате полученных доказательств нарушений избирательного законодательства и в условиях роста массового недовольства глава государства был вынужден назначить выборы на 1996 год. На них он не имел права выставлять свою кандидатуру. В результате победу одержал оппозиционный политик Леонель Фернандес Рейна, в поддержку которого неожиданно для всех высказался и сам Балагер.
В 2000 году 94-летний политик вновь выдвинул свою кандидатуру на президентский пост, однако, получив около 23 % голосов избирателей, не прошел во второй тур.
14 июля 2002 года многолетний лидер Доминиканской Республики умер в Санто-Доминго в возрасте 95 лет.

## В культуре
Хоакин Балагер является одним из персонажей романа «Праздник Козла» перуанского писателя Марио Варгаса Льосы.